# 요카와촌 (니가타현)
요카와촌(余川村)은 니가타현 미나미우오누마군에 있던 촌이다. 

## 역사
- 1889년 4월 1일 - 정촌제 시행에 의해 미나미우오누마군 요카와촌이 성립하였다.
- 1906년 4월 1일 -  무이카정, 고구리야마촌, 가케노우에촌, 기미가에리촌, 가와쿠보촌, 미사시마촌, 야와타촌, 오토미촌(일부), 미쓰와촌의 일부와 합병해 무이카정이 신설되어 소멸하였다.

## 참고문헌
- 『市町村名変遷辞典』東京堂出版、1990年。